# Benjamin Church (militaire)
 (août 2022).
Si vous disposez d'ouvrages ou d'articles de référence ou si vous connaissez des sites web de qualité traitant du thème abordé ici, merci de compléter l'article en donnant les références utiles à sa vérifiabilité et en les liant à la section « Notes et références ».
Pour les articles homonymes, voir Benjamin Church.
Benjamin Church (né en 1639 - mort le 17 janvier 1718) était un menuisier et officier dans le Massachusetts, une des colonies anglaises de l'Amérique du Nord.

## Famille
Né dans la colonie de Plymouth en 1639, Benjamin Church épousa Alice Southworth le 26 décembre 1667 à Duxbury, dans le Massachusetts. Il demeura un certain temps à Duxbury, puis déménagea à Bristol.

## Guerre du Roi Philip
Church était l'aide principal du gouverneur Josiah Winslow de la colonie de Plymouth. Il tenait le rang de capitaine durant la guerre du Roi Philip (1675–1676) sur la frontière de la Nouvelle-Angleterre contre les Wampanoags, les Nipmucks et les Podunks. 
Comme capitaine, il faisait des incursions contre les Amérindiens.
Au cours de la bataille de Great Swamp, Church fut blessé lors d'un entraînement. La guerre prit fin lorsqu'un soldat de Church tua le chef des Amérindiens, Metacomet. Sur inspection du corps de Metacomet, Church traita la dépouille de l'Amérindien de « sale bête ».

## Première guerre intercoloniale
Durant les 28 années qui suivirent, Church prit part à cinq incursions contre les Acadiens dans le Maine et au Canada contre les Canadiens et les Amérindiens. En 1691, lors de la première guerre intercoloniale, il fut l'auteur d'une incursion sanglante contre Beaubassin, le siège du fort Nashwaak, qui était la capitale de l'Acadie, et d'une deuxième incursion contre Beaubassin en 1696, comme major. Malgré son lourd poids de 250 livres, il commanda ses troupes dans le massacre des habitants de Beaubassin en pillant et brûlant les maisons et tuant les animaux.

## Deuxième guerre intercoloniale
Durant la deuxième guerre intercoloniale, pour se venger de l'incursion des Canadiens et des Amérindiens sur Deerfield (Massachusetts), le major Church envahit Castine, Saint-Stephen, Grand-Pré, Pisiguit et Beaubassin. Church fit des prisonniers et se vanta de n'avoir laissé que cinq maisons épargnées en Acadie. Un prisonnier notoire capturé durant l'incursion de Pisiguit en 1704 fut Noël Doiron.
Après son assaut sur Grand-Pré, Church écrivit dans son journal : « Nous avons aussi déclaré, que nous avons déjà commencé à tuer et scalper certains hommes du Canada, ce que nous n'avions pas été habitués ou autorisés à  faire, et nous sommes maintenant équipés d'un grand nombre d'Anglais et d'Indiens, tous bénévoles et, au courant des cruautés que vous avez envers nous, résolus à vous soumettre en vous traitant de la même manière. »

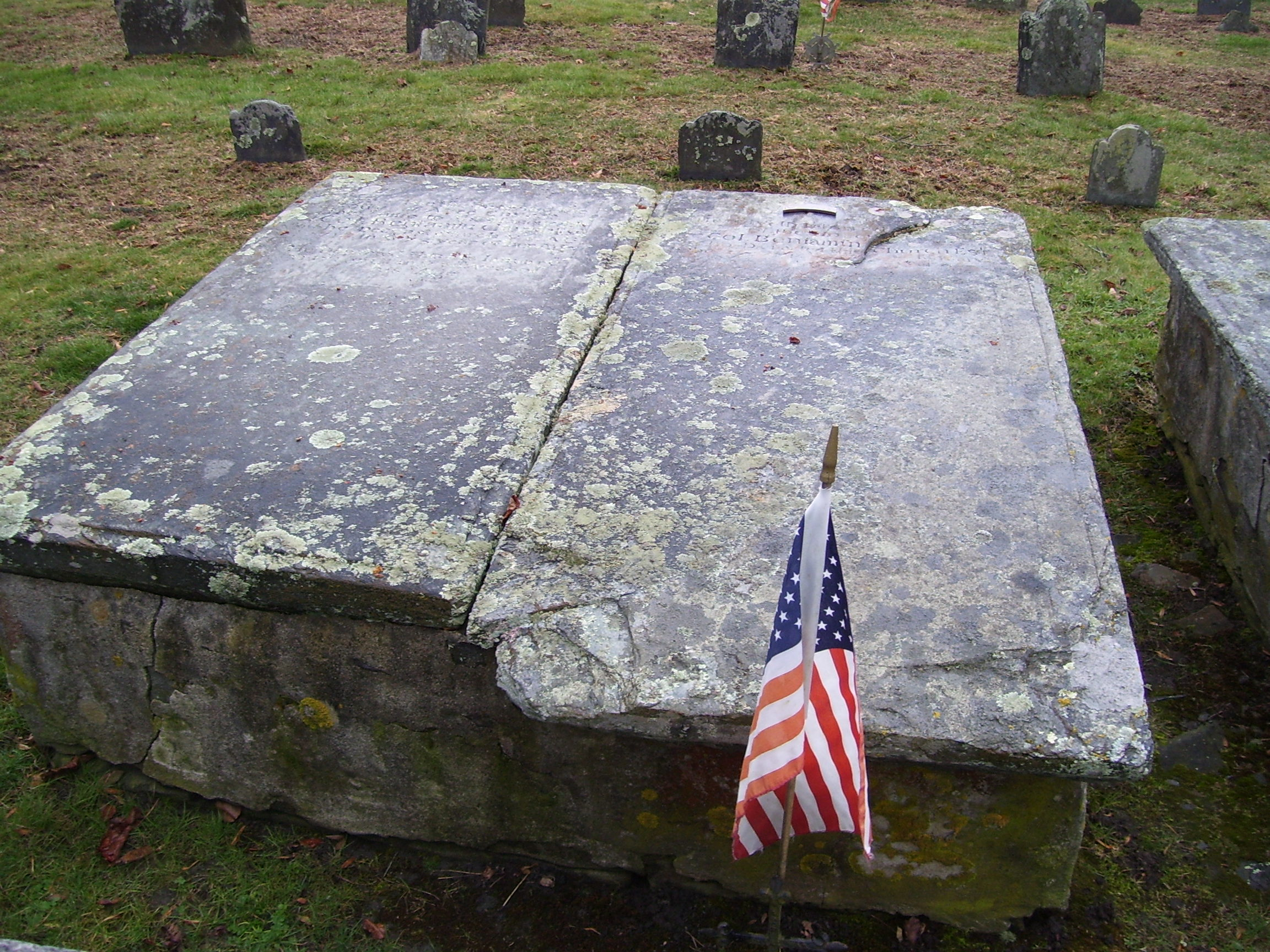
Tombe de Benjamin Church à Little Compton, Rhode Island.